# Mée, Mayenne

Mée este o comună în departamentul Mayenne, Franța. În 2009 avea o populație de 201 de locuitori.